# オウバイモドキ
オウバイモドキ（黄梅擬、学名: Jasminum mesnyi）とは、モクセイ科ソケイ属の常緑低木。別名ウンナンオウバイ（雲南黄梅）。

## 特徴
枝はつる性で、四角形をしており、枝垂（しだ）れる。
花期は3-4月頃で、黄色の花が咲く。

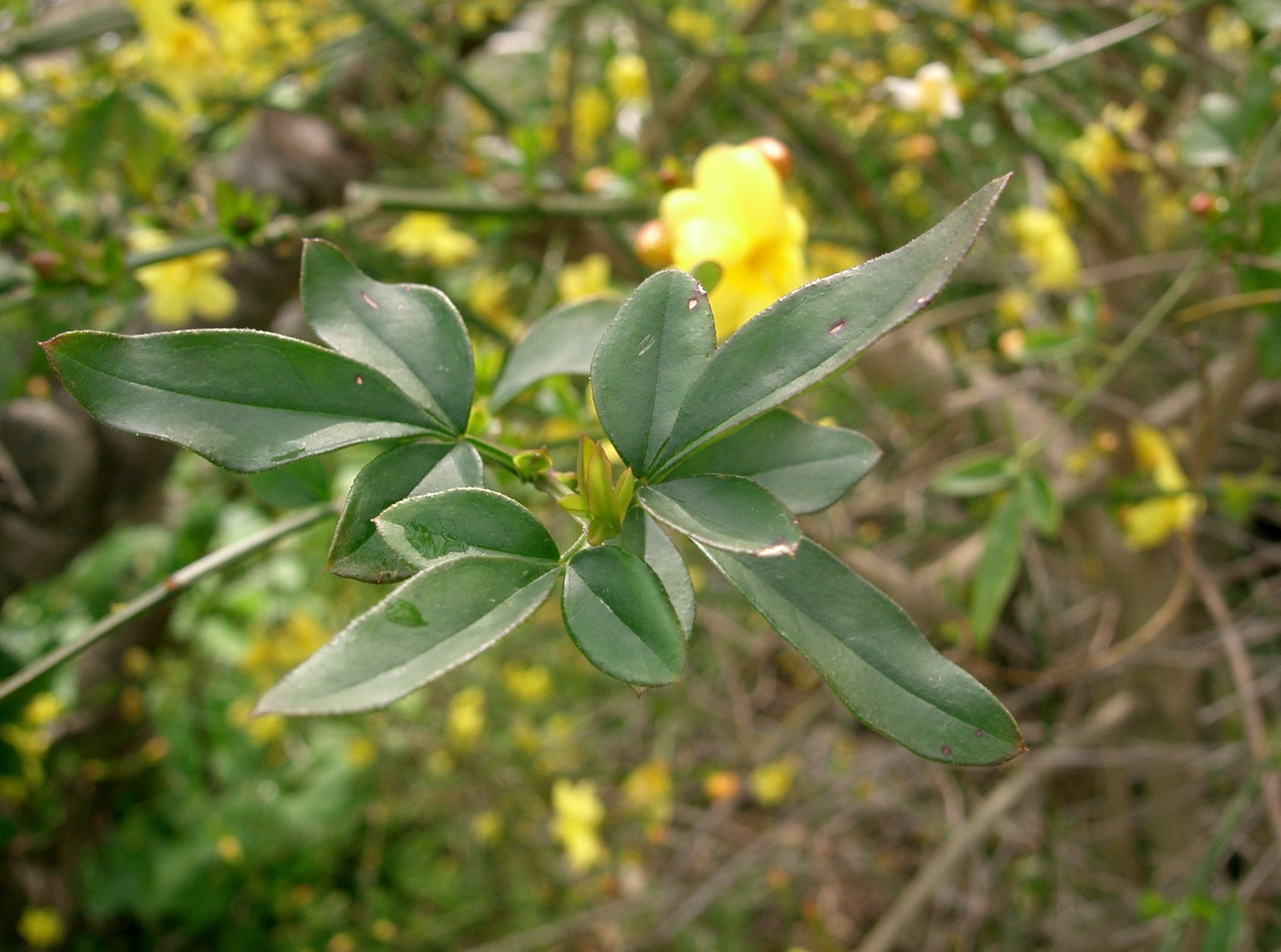
葉
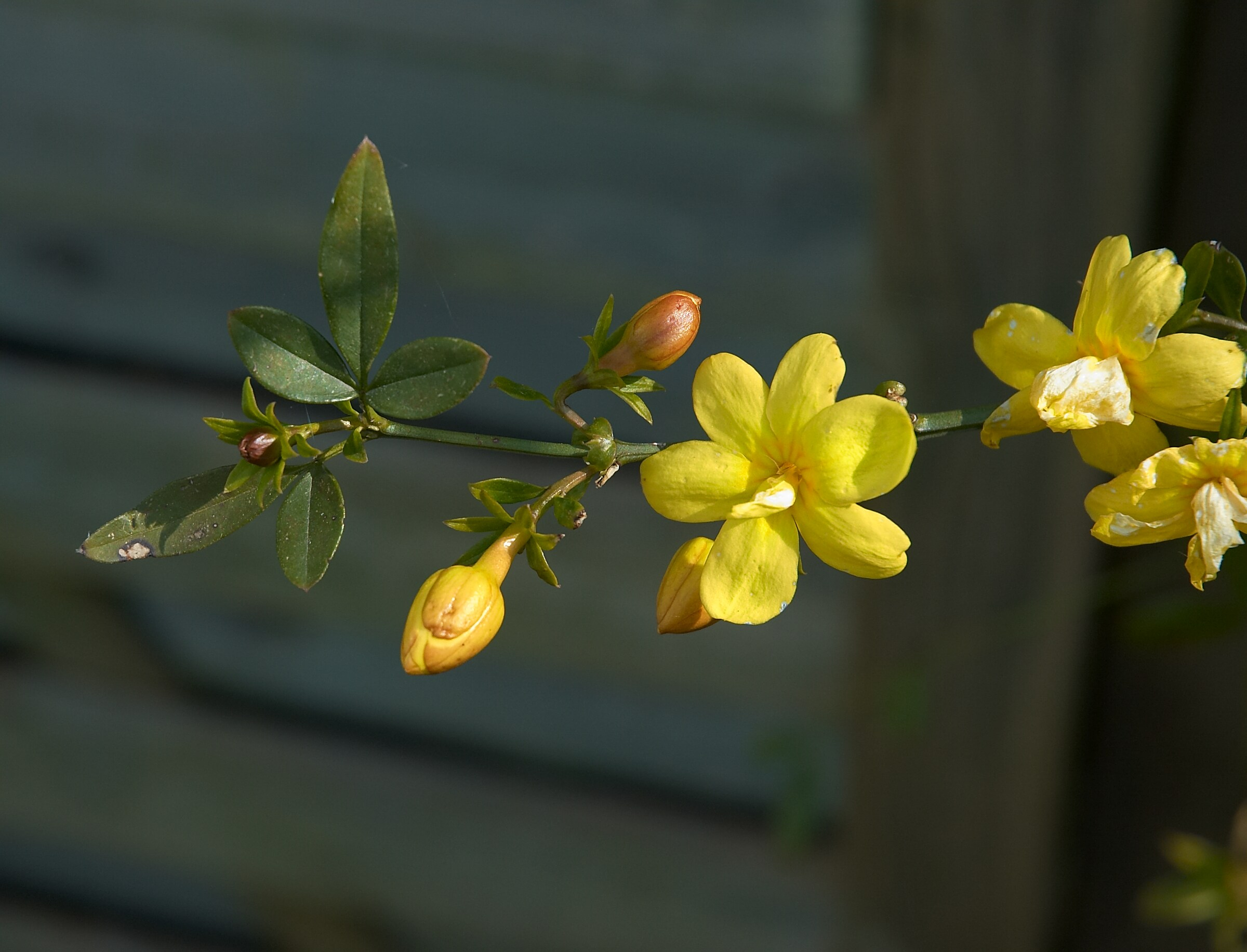
蕾と花

### オウバイとの区別
オウバイは落葉低木。

## 分布・生育地
中国西南部原産。